# Olympische Winterspiele 2006/Teilnehmer (Japan)
| Gelbes Symbol für Goldmedaillen mit stilisierten Olympischen Ringen | Graues Symbol für Silbermedaillen mit stilisierten Olympischen Ringen | Braundes Symbol für Bronzemedaillen mit stilisierten Olympischen Ringen |
| ------------------------------------------------------------------- | --------------------------------------------------------------------- | ----------------------------------------------------------------------- |
| 1                                                                   | —                                                                     | —                                                                       |

Japan nahm an den Olympischen Winterspielen 2006 im italienischen Turin mit einer Delegation von 113 Athleten teil.

## Flaggenträger
Der Eisschnellläufer Katō Jōji trug die Flagge Japans sowohl während der Eröffnungs- als auch bei der Abschlussfeier.

## Teilnehmer nach Sportarten

### Biathlon
Männer
- Ebisawa Daisuke
Biathlon, Männer, 10 km: 64. Platz; 29:49,7 min; +3:38,1 min
- Isa Hidenori
Biathlon, Männer, 20 km: 64. Platz; 1:02:33,2 h; +8:10,2 min
Biathlon, Männer, 10 km: 40. Platz; 28:37,1 min; +2:25,5 min
- Kasahara Tatsumi
Biathlon, Männer, 20 km: 68. Platz; 1:02:44,6 h; +8:21,6 min
Biathlon, Männer, 10 km: 49. Platz; 29:07,0 min; +2:55,4 min
- Saitō Shinya
Biathlon, Männer, 20 km: 79. Platz; 1:05:29,4 h; +11:06,4 min
- Suga Kyōji
Biathlon, Männer, 20 km: 14. Platz; 56:57,7 min; +2:34,7 min
Biathlon, Männer, 10 km: 72. Platz; 30:10,6 min; +3:59,0 min

Frauen
- Izumi Megumi
- Meguro Kanae
Biathlon, Frauen, 15 km: 37. Platz; 55:28,4 min; +6:04,3 min
Biathlon, Frauen, 7,5 km: 64. Platz; 26:19,9 min; +3:48,5 min
- Ōtaka Tomomi
Biathlon, Frauen, 15 km: 69. Platz; 1:00:22,2 h; +10:58,1 min
Biathlon, Frauen, 7,5 km: 69. Platz; 26:28,7 min; +3:57,3 min
- Tanaka Tamami
Biathlon, Frauen, 15 km: 32. Platz; 55:10,5 min; +5:46,4 min
Biathlon, Frauen, 7,5 km: 65. Platz; 26:20,6 min; +3:49,2 min
- Tsukidate Ikuyo
Biathlon, Frauen, 15 km: 55. Platz; 57:20,4 min; +7:56,3 min
Biathlon, Frauen, 7,5 km: 51. Platz; 25:17,0 min; +2:45,6 min

### Bob
| Männer - Kiyokawa Suguru - Kobayashi Ryuichi | Frauen - Hino Manami - Meguro Kanae - Nagaoka Chisato |

### Curling
Frauen
- Yumie Hayashi
- Moe Meguro
- Mari Motohashi
- Ayumi Onodera
- Sakurako Terada

### Eiskunstlauf
| Männer - Watanabe Nozomi (Eistanz) - Takahashi Daisuke | Frauen - Miki Andō - Arakawa Shizuka Eiskunstlauf, Damen: Goldmedaille – 191,34 Pkt. - Kido Akiyuki (Eistanz) - Suguri Fumie Eiskunstlauf, Damen: 4. Platz – 175,23 Pkt. |

### Eisschnelllauf
| Männer - Yūsuke Imai 1000 m: 20. Platz 1500 m: 34. Platz - Jōji Katō 500 m: 6. Platz - Kesato Miyazaki 5000 m: 21. Platz Teamverfolgung: 8. Platz - Keiichirō Nagashima 500 m: 13. Platz 1000 m: 32. Platz - Takaharu Nakajima 1000 m: 27. Platz 1500 m: 38. Platz Teamverfolgung: 8. Platz - Yūya Oikawa 500 m: 4. Platz - Hiroyasu Shimizu 500 m: 18. Platz - Teruhiro Sugimori 1500 m: 24. Platz Teamverfolgung: 8. Platz - Takahiro Ushiyama 1000 m: 28. Platz 1500 m: 35. Platz 5000 m: 27. Platz Teamverfolgung: 8. Platz | Frauen - Eriko Ishino 1500 m: 22. Platz 3000 m: 13. Platz 5000 m: 11. Platz Teamverfolgung: 4. Platz - Nami Nemoto 1500 m: 29. Platz Teamverfolgung: 4. Platz - Tomomi Okazaki 500 m: 4. Platz 1000 m: 16. Platz - Sayuri Ōsuga 500 m: 8. Platz - Hiromi Ōtsu 1500 m: 33. Platz Teamverfolgung: 4. Platz - Eriko Seo 3000 m: 20. Platz Teamverfolgung: 4. Platz - Maki Tabata 1000 m: 17. Platz 1500 m: 15. Platz 3000 m: 14. Platz 5000 m: 13. Platz Teamverfolgung: 4. Platz - Aki Tonoike 1000 m: 17. Platz - Yukari Watanabe 500 m: 15. Platz - Sayuri Yoshii 500 m: 9. Platz 1000 m: 15. Platz |

### Freestyle-Skiing
| Männer - Ken Mizuno Aerials: 25. Platz - Kai Ozaki Buckelpiste: 30. Platz; 19,70 Punkte in der Qualifikation - Yugo Tsukita Buckelpiste: 32. Platz; 19,13 Punkte in der Qualifikation - Osamu Ueno Buckelpiste: 20. Platz; 19,54 Punkte im Finale | Frauen - Miyuki Hatanaka Buckelpiste: 27. Platz; 18,61 Punkte in der Qualifikation - Kayo Henmi Aerials: 21. Platz - Miki Itō Buckelpiste: 20. Platz; 17,78 Punkte im Finale - Tae Satoya Buckelpiste: 15. Platz; 22,12 Punkte im Finale - Aiko Uemura Buckelpiste: 5. Platz; 24,01 Punkte im Finale |

### Rennrodeln
| Männer - Hayashibe Goro - Oguchi Takahisa - Toshiro Masaki - Ushiyama Shigeaki | Frauen - Harada Madoka |

### Shorttrack
| Herren - Yoshiharu Arino 5000 m Staffel: im Halbfinale disqualifiziert - Takahiro Fujimoto 5000 m Staffel: im Halbfinale disqualifiziert - Takafumi Nishitani 500 m: 15. Platz 5000 m Staffel: im Halbfinale disqualifiziert - Hayato Sueyoshi 1500 m: 19. Platz - Satoru Terao 500 m: 6. Platz 1000 m: 9. Platz 1500 m: 9. Platz 5000 m Staffel: im Halbfinale disqualifiziert | Damen - Yuka Kamino 500 m: 14. Platz 1000 m: 14. Platz 1500 m: 7. Platz 3000 m Staffel: 7. Platz - Mika Ozawa 1000 m: 9. Platz 3000 m Staffel: 7. Platz - Chikage Tanaka 500 m: 17. Platz 3000 m Staffel: 7. Platz - Nobuko Yamada 3000 m Staffel: 7. Platz - Ikue Teshigawara 1500 m: 17. Platz |

### Skeleton
| Herren - Inada Masaru 18. Platz; 1:59,37 min; +3,49 s - Koshi Kazuhiro 11. Platz; 1:58,05 min; +2,17 s | Damen - Nakayama Eiko 14. Platz; 2:03,92 min; +4,09 s |

### Ski Alpin
| Männer - Ikuta Yasuhiro - Minagawa Kentaro - Sasaki Akira - Yuasa Naoki | Frauen - Hiroi Noriyo - Hoshi Mizue - Sekizuka Mami |

### Ski Nordisch
| Langlauf Männer - Katsuhito Ebisawa - Shunsuke Komamura - Nobu Naruse - Yūichi Onda | Langlauf Frauen - Chizuru Soneta - Nobuko Fukuda - Masako Ishida - Madoka Natsumi - Sumiko Yokoyama |

| Nordische Kombination - Hatakeyama Yōsuke Einzel (Normalschanze K106 / 15 km): 32. Platz, +4:45,2 min - Kitamura Takashi Einzel (Normalschanze K106 / 15 km): 43. Platz, +7:32,7 min - Kobayashi Norihito Einzel (Normalschanze K106 / 15 km): 16. Platz, +2:38,5 min - Takahashi Daito Einzel (Normalschanze K106 / 15 km): Zum 15-km-Laufen nicht mehr angetreten - Watabe Akito | Skispringen - Harada Masahiko - Ichinohe Tsuyoshi - Itō Daiki - Itō Kenshirō - Kasai Noriaki - Okabe Takanobu |

### Snowboard
| Männer - Itaru Chimura (Boardercross) - Kazuhiro Kokubo (Halfpipe) - Fumiyuki Murakami (Halfpipe) - Takaharu Nakai (Halfpipe) - Domu Narita (Halfpipe) - Kentaro Tsuruoka (Alpin) | Frauen - Yuka Fujimori (Boardercross) - Chikako Fushimi (Halfpipe) - Melo Imai (Halfpipe) - Shiho Nakashima (Halfpipe) - Tomoka Takeuchi (Alpin) - Sōko Yamaoka (Halfpipe) - Eri Yanetani (Alpin) |